# Meerut
Meerut (Hindi: मेरठ, Meraṭh) è una suddivisione dell'India, classificata come municipal corporation, di 1.074.229 abitanti, capoluogo del distretto di Meerut e della divisione di Meerut, nello stato federato dell'Uttar Pradesh. In base al numero di abitanti la città rientra nella classe I (da 100.000 persone in su).

## Storia
Meerut è la città in cui scoppiarono i Moti indiani del 1857, altrimenti detti dalle due parti "Ammutinamento" o "Guerra d'indipendenza indiana", contro l'occupazione coloniale britannica. La causa occasionale dell'inizio delle ostilità fu l'adozione di nuove cartucce per il nuovo fucile Enfield.
Il fatto che si usasse per l'impermeabilizzazione della borra grasso di maiale o di bue offendeva la sensibilità dei musulmani e degli hindu ma, ovviamente, le ostilità a tutti gli effetti furono il primo segnale della volontà indiana (a prescindere dalle divisioni etniche e religiose) di recuperare la loro piena indipendenza.
La sconfitta di quella che viene spesso chiamata "Rivolta dei Sepoy" prolungò il dominio dei britannici fino al secondo dopoguerra del XX secolo.

## Società

### Evoluzione demografica
Al censimento del 2001 la popolazione di Meerut assommava a 1.074.229 persone, delle quali 571.074 maschi e 503.155 femmine. I bambini di età inferiore o uguale ai sei anni assommavano a 155.219, dei quali 83.086 maschi e 72.133 femmine. Infine, coloro che erano in grado di saper almeno leggere e scrivere erano 627.699, dei quali 365.461 maschi e 262.238 femmine.